# Sweet Baby (Erreway)
Sweet Baby è il singolo di debutto del gruppo musicale argentino Erreway, pubblicato nel 2002, come primo estratto del primo album in studio Señales.
La canzone è presente anche nella compilation El disco de Rebelde Way. Contiene parole sia in spagnolo, che in inglese. Nel videoclip appaiono i componenti dei Erreway, oltre a gran parte del cast di Rebelde Way.

## Tracce
Testi e musiche di Cris Morena e Carlos Nilson.
1. Sweet Baby – 3:24